# Nelson Deossa
Nelson Alexander Deossa Suárez (Marmato, 6 febbraio 2000) è un calciatore colombiano, centrocampista del Betis.

## Caratteristiche tecniche
Centrocampista molto duttile, agisce prevalentemente in una linea a tre.

## Carriera
Deossa ha iniziato la sua carriera calcistica con l'Atlético Huila con cui ha debuttato il 25 gennaio 2012 nell'incontro di Categoría Primera B vinto 4-0 contro il Bogotá. Ha segnato il suo primo gol il 21 novembre seguente, decidendo la trasferta contro l'Envigado terminata 1-0.
Il 22 gennaio 2022 è stato ceduto in prestito all'Estudiantes (LP), con cui ha disputato la Copa de la Liga Profesional. Il 9 luglio dello stesso anno è passato all'Atlético Junior fino a dicembre.
Il 24 gennaio 2023 è stato ceduto in prestito all'Atlético Nacional dove ha trascorso una stagione de protagonista giocando 50 partite e mettendo a segno 6 reti fra campionato, coppa nazionale e Coppa Libertadores. Il 29 dicembre è stato acquistato a titolo definitivo dal Pachuca.

## Statistiche

### Presenze e reti nei club
Statistiche aggiornate al 23 giugno 2025.
| Stagione        | Squadra           | Campionato      | Campionato | Campionato | Coppe nazionali | Coppe nazionali | Coppe nazionali | Coppe continentali | Coppe continentali | Coppe continentali | Altre coppe | Altre coppe | Altre coppe | Totale | Totale | Totale |
| Stagione        | Squadra           | Comp            | Pres       | Reti       | Comp            | Pres            | Reti            | Comp               | Pres               | Reti               | Comp        | Pres        | Reti        | Pres   | Reti   |        |
| --------------- | ----------------- | --------------- | ---------- | ---------- | --------------- | --------------- | --------------- | ------------------ | ------------------ | ------------------ | ----------- | ----------- | ----------- | ------ | ------ | ------ |
| 2021            | Atlético Huila    | B+A             | 7+12       | 0+1        | CC              | 1               | 0               | -                  | -                  | -                  | -           | -           | -           | 20     | 1      |        |
| 2022            | Estudiantes (LP)  | PD              | 0          | 0          | CdL+CA          | 1+8             | 0               | CL                 | 1                  | 0                  |             | -           | -           | 10     | 0      |        |
| 2022            | Atlético Junior   | A               | 17         | 2          | CC              | 4               | 0               | -                  | -                  | -                  | -           | -           | -           | 21     | 2      |        |
| 2023            | Atlético Nacional | A               | 38         | 5          | CC              | 6               | 1               | CL                 | 6                  | 0                  | -           | -           | -           | 50     | 6      |        |
| gen.-giu. 2024  | Pachuca           | LMX             | 20         | 5          | -               | -               | -               | -                  | -                  | -                  | -           | -           | -           | 20     | 5      |        |
| 2024-gen. 2025  | Pachuca           | LMX             | 16         | 2          | -               | -               | -               | CCC                | 7                  | 2                  | LC+CI       | 3+3         | 0+1         | 29     | 5      |        |
| Totale Pachuca  | Totale Pachuca    | Totale Pachuca  | 36         | 7          |                 | 0               | 0               |                    | 7                  | 2                  |             | 6           | 1           | 49     | 10     |        |
| gen.-giu. 2025  | Monterrey         | LMX             | 21         | 5          | -               | -               | -               | CCC                | 4                  | 1                  | CmC         | 3           | 1           | 28     | 7      |        |
| Totale carriera | Totale carriera   | Totale carriera | 131        | 20         |                 | 20              | 1               |                    | 18                 | 3                  |             | 9           | 2           | 178    | 26     |        |

## Palmarès

### Club

#### Competizioni nazionali
- Campionato colombiano: 1

Atlético Nacional: 2023
- Copa Colombia: 1

Atlético Nacional: 2023

#### Competizioni internazionali
- CONCACAF Champions' Cup: 1

Pachuca: 2024
- Coppa Intercontinentale FIFA - Derby delle Americhe: 1

Pachuca: 2024
- Coppa Intercontinentale FIFA - Challenger Cup: 1

Pachuca: 2024